# Andrajos

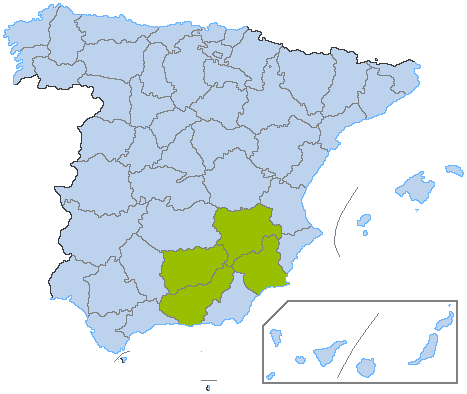
Provincias españolas donde es típico este plato.

Los andrajos es un plato típico de las provincias de Albacete, Granada, Jaén, Almería y Murcia. Consiste en un guiso de trozos de torta de harina con un sofrito de tomate, cebolla, ajo, pimiento rojo, a veces bacalao y conejo. Es un plato de la gente del campo y que se consume en invierno.
El nombre de este plato proviene de la manera de partir los trozos de masa de harina haciendo “jirones”.

## Características
La forma desaliñada del plato hace recordar a un "andrajo" de ropa deshilada. Las variantes elaboradas con ingredientes no-cárnicos son muy populares en la cocina de la Semana Santa.

## Variantes
- Andrajos con conejo
- Andrajos con liebre
- Andrajos con bacalao